# Saad Al-Shammari
Saad Sattam Al-Shammari (ur. 6 sierpnia 1980) – katarski piłkarz arabskiego pochodzenia, występujący na pozycji obrońcy w klubie Al-Gharafa.

## Kariera piłkarska
Saad Al-Shammari, który urodził się w miejscowości Rafha – położonej na terenie Arabii Saudyjskiej jest wychowankiem klubu Al-Ittihad (zwanego obecnie Al-Gharafa), w barwach którego występował już w drużynach juniorskich. Przed sezonem 2001/2002 trafił do innego katarskiego zespołu Al-Rajjan. Po roku powrócił do Al-Ittihad. Następnie, w kolejnym sezonie grał w zespole Al Ahli Ad-Dauha, zaś niedługo później przebywał w szwedzkim Esbjerg fB. Od 2005 roku po raz kolejny gra w Al-Gharafie.
W reprezentacji Kataru Al-Shammari zadebiutował w 2000 roku. Dotychczas strzelił 6 bramek. Ostatni raz w drużynie narodowej wystąpił w 2008 roku. Został również powołany na Puchar Azji 2007, gdzie jego drużyna zajęła ostatnie miejsce w grupie. On wystąpił w dwóch meczach tej fazy rozgrywek: z Japonią (1:1), gdzie został ukarany żółtą kartką oraz z Wietnamem (1:1). Wcześniej był także powoływany na Puchar Azji 2004 i 2000.